# Лебедиха (Заринский район)
Лебедиха — упразднённая деревня в Заринском районе Алтайского края. На момент упразднения входила в состав Сережихинского сельсовета. Точная дата упразднения не установлена.

## География
Располагалась на левом берегу реки Каменушка (приток реки Хмелевка), на расстоянии приблизительно в 3,5 км (по прямой) к северо-востоку от посёлка Новодресвянка.

## История
Основана в 1910 г. В 1928 году деревня состояла из 89 хозяйств. В административном отношении входила в состав Сережихинского сельсовета Чумышского района Барнаульского округа Сибирского края.
По всей видимости деревня представляла собой группу эстонских хуторов.
В конце 1920-х годов в деревне были созданы колхозы «Красный ключ», «Тайга» и «Роза Люксембург».
В 1938 году Сережихинский эстонский национальный сельсовет был преобразован в обычный. В этот период его население составляло 826 человек, из которых эстонцев было 535 (65 %).
Отмечена на карте 1944 года.
В 1953 году Сережихинский сельсовет был упразднён, а его территория включена в состав Хмелевского сельсовета.
К 1950-м годам деревня могла исчезнуть. В списке населенных пунктов Сорокинского района за 1957 год она не упоминается. Зато в составе сельсовета числятся два поселка — Тайга и Роза Люксембург, названные в честь бывших колхозов деревни.

## Население
В 1926 году в деревне проживало 366 человек (176 мужчин и 190 женщин), преобладающее население — эстонцы. Значительную часть населения деревни, в начале 1920-х годов эмигрировали в Эстонию.